# Zuni (ракета)

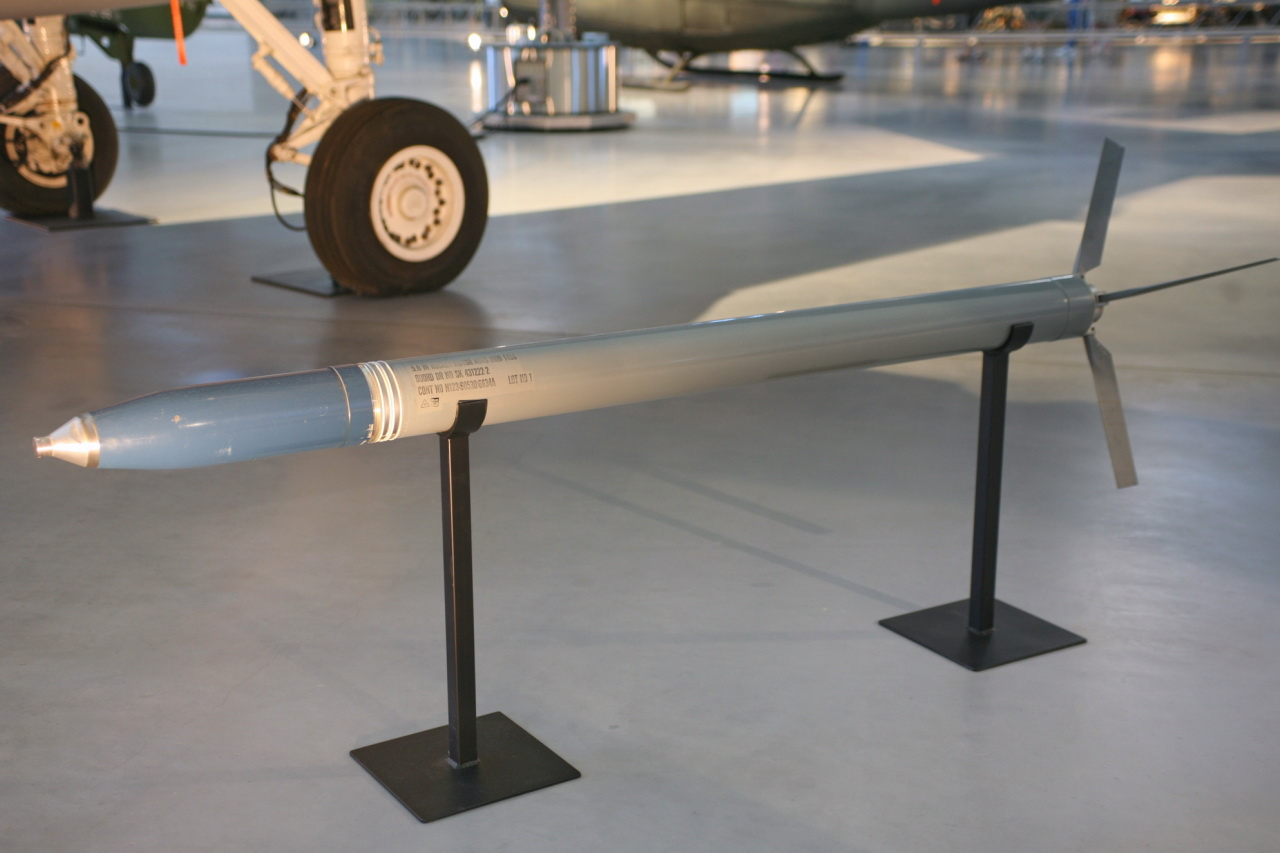
Ракета Зуни

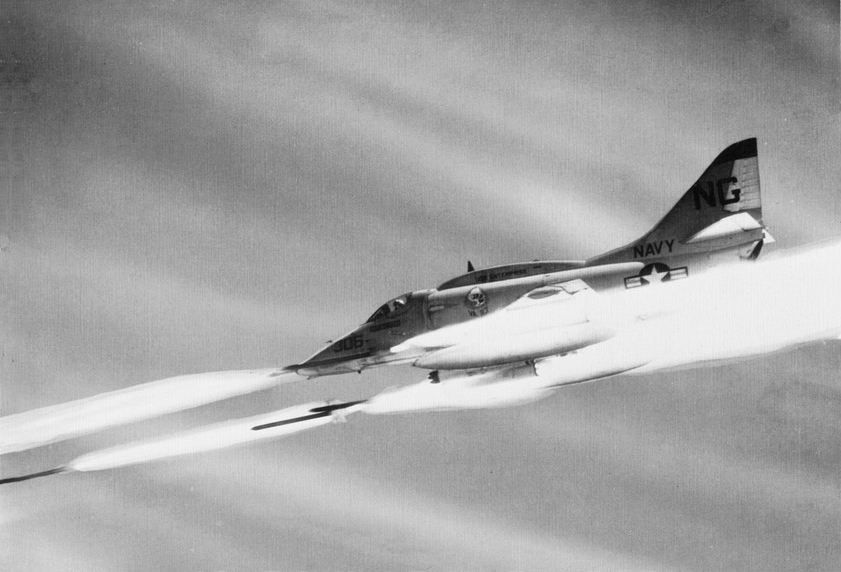
Залп «Зуни» с VA-113 A-4F во время осады Кхешани, 1968 год

Zuni — американская неуправляемая авиационная ракета класса «воздух — земля».
Разработана в 1950-е годы корпорациями «Douglas Aircraft» и «Sperry» совместно с инженерами Испытательной станции вооружений Чайна-Лейк (Naval Air Weapons Station China Lake), в 1957 году была принята на вооружение ВМС и ВВС США. 
Ракетами вооружали палубные истребители F-89, F-4, а также все типы штурмовиков. 
Предназначается для поражения малоразмерных наземных и надводных целей (танки, малые корабли, арт. батареи). Может оснащаться различными видами боевых частей. Кумулятивно-осколочная БЧ пробивает броню толщиной около 500 мм.
Максимальная дальность прицельного выстрела — 8 км. Стабилизация ракеты в полёте обеспечивается вращением. 
Для использования с ракетами предлагается пусковое устройство LAU-10, имеет четыре трубчатые направляющие, в которые помещаются ракеты.
Широко применялась в ходе Вьетнамской войны (1965—1973 годы). При помощи НАР Zuni американскому штурмовику Skyhawk удалось сбить в воздушном бою один северовьетнамский истребитель МиГ-17.
Ракета в модифицированном виде находится на вооружении по настоящее время.
6 января 2023 года США заявили о новом пакете военной помощи для Украины, в который вошли около 4000 ракет Zuni.

## Инциденты
Пожар на борту авианосца «Форрестол», вызванный самозапуском ракеты, произошедший 29 июля 1967 года около 10:50 по местному времени в Тонкинском заливе.
По официальному заключению, пожар начался после самопроизвольного пуска неуправляемой ракеты «Зуни» под действием случайного броска напряжения в цепях одного из стоявших на палубе самолётов F-4 «Фантом»; самолёт готовился к нанесению удара по территории Вьетнама в ходе участия США в войне во Вьетнаме.
В результате инцидента погибло 134 и ранен 161 человек. Материальный ущерб составил 75 млн долл. (509 млн долл. в современных ценах), не считая стоимости сгоревших самолётов.
Пожар на авианосце «Энтерпрайз»: 14 января 1969 года в 8:15 по местному времени, когда первая волна самолётов ушла в небо и готовилась вторая, горячий выхлоп тягача, небрежно припаркованного рядом со штабелем 127-мм ракет «Zuni», привёл к самозапуску одной из ракет. Она врезалась в топливный бак стоявшего рядом штурмовика, что привело к разливу топлива на лётной палубе и взрыву авиабомб, плюс беспорядочный разлёт оставшихся ракет. В итоге 27 человек погибло, 343 ранено, потеряно 15 самолётов (стоимостью 5-7 млн долларов каждый). Ущерб, нанесённый кораблю, был оценён в 126 млн долларов.

## ТТХ
- Калибр снаряда: 127 мм
- Длина снаряда: 2790 мм
- Масса снаряда: 46,3-61,6 кг в зависимости от боевой части и типа двигателя (25,6/31,0/36,0 кг)
- Масса боевой части: 20,7-25,6 кг в зависимости от назначения.
- Тип боевой части: осколочно-фугасная, фугасная, бронебойная, осветительная, дымовая, дипольные отражатели, практическая
- Наибольшая скорость снаряда: 725 м/с
- Дальность стрельбы: 8000-9000 м
- Число направляющих пусковой установки: 1—4